# Transports en commun d'Évian-les-Bains
Les transports en commun d'Évian-les-Bains, exploités sous la marque ÉVA'D, sont le réseau de transport en commun d'Évian-les-Bains et de la communauté de communes Pays d'Évian Vallée d'Abondance.
Le funiculaire d'Évian-les-Bains est géré directement par la ville d'Évian-les-Bains.
Jusqu'en mai 2022, Évian-les-Bains était desservi par les Bus urbains thononnais mais chacune des deux intercommunalités a décidé de mettre en place son propre réseau : « Star't » pour Thonon Agglomération et « ÉVA'D » pour la communauté de communes Pays d'Évian Vallée d'Abondance.

## Histoire

### Les bus urbains thononais
Les transports en commun d'Évian-les-Bains sont historiquement et géographiquement liés à ceux de Thonon-les-Bains.
Les communes d'Évian-les-Bains et de Publier adhèrent au SIBAT respectivement en 2000 et en 2003, le réseau est étendu à ces communes en décembre 2003 ; le réseau dessert aussi Neuvecelle et Maxilly-sur-Léman par association depuis cette date. La création de la communauté de communes du pays d'Évian en 2005 a entraîné un changement dans la représentation des communes, le Pays d'Évian se substituant aux communes d'Évian, Marin et Publier au sein du SIBAT.
De 2002 à 2014, la STAT exploite aussi le funiculaire d'Évian-les-Bains, repris depuis en régie par la ville d'Évian,.
La création de Thonon Agglomération au 1er janvier 2017 modifie encore la représentation des communes, puisque cette dernière se substitue aux communes membres du SIBAT à titre individuel, tandis que la Communauté de communes Pays d'Évian Vallée d'Abondance se substitue de facto au Pays d'Évian, faisant que le SIBAT ne compte plus que les deux intercommunalités comme membres. Finalement, le 1er janvier 2018 le SIBAT est dissout, le réseau est désormais sous l'autorité conjointe de la communauté d'agglomération Thonon Agglomération et de la Communauté de communes Pays d'Évian Vallée d'Abondance, avec un passage de 9 à 47 communes du périmètre de transport urbain, ce qui nécessitera la création à terme de nouvelles lignes.
La mise en service du Léman Express le 15 décembre 2019 est l'occasion pour le réseau BUT d'adapter son offre et de mettre fin, via le prolongement de la ligne L à Évian, à sa curiosité qui consistait au fait que le réseau desservait Thonon et Évian sans pour autant qu'il n'existe aucune ligne BUT entre ces deux villes ; de plus, le redéploiement des lignes H et J et la création de la ligne I au mois de janvier suivant permettent de desservir une commune supplémentaire, Lugrin. La ligne I est toutefois supprimée au mois de mai 2020 faute de fréquentation.

### Scission du réseau
Le 2 mai 2022, le réseau BUT disparaît officiellement pour laisser sa place à deux nouveaux réseaux.
Sur le ressort territorial de Thonon Agglomération, le réseau Star't regroupe les lignes A, B, C, D, M, N, 141, 142, 143, 151, 152 et 271 ainsi que le funiculaire de Thonon-les-Bains. Sur le ressort territorial de la communauté de communes Pays d'Évian Vallée d'Abondance, le réseau ÉVA'D regroupe les lignes H, J, L, P, 121, 122, 123, 124 et 131. Comme pour son homologue thononais le nom du réseau a été soumis au vote (au choix : « TREV' » pour Transports d‘Évian Vallée Abondance, « ÉVA'D » pour Évian Vallée Abondance Déplacements et « ÉPUR » pour Évian Vallée Abondance Pur(e)) durant l'été 2021.
Le nouveau nom « ÉVA'D » a commencé à faire son apparition dès janvier 2022 sur les horaires des lignes interurbaines, mais le choix du nouveau délégataire et la mise en place des nouvelles lignes urbaines, interurbaines, saisonnières et navettes P+R ne seront effectués qu'en septembre 2022.
Le 13 juillet 2022, le conseil communautaire choisi le nouveau délégataire, une entreprise « qui avait perdu l'appel d'offres de Thonon Agglo » mais dont le nom n'a pas encore été rendu public à la suite d'un recours des perdants qui est jugé le 28 juillet ; le nouveau contrat comportera aussi des offres de covoiturage et de location de vélos. La victoire du groupement Transdev/SAT composé des deux opérateurs sortants est validée par le tribunal face au groupement RATP Dev/Borini, qui quant à lui a remporté l'appel d'offres du réseau de Thonon Agglo.
La mise en place du nouveau réseau se fait en deux temps, :
- Au 1er septembre 2022 : mise en place du service PTI'bus sur l'ensemble du territoire, tandis que l'actuel Pti bus destiné aux personnes à mobilité réduite devient le MOBI'bus et de nouveaux circuits scolaires (les lignes 122, 123 et 124 deviennent des dessertes scolaires) ;
- Au 12 décembre 2022 : c'est au tour du réseau régulier d'être restructuré avec une tarification unifiée tandis qu'une offre de transport à la demande ACTI'bus sera mise en place en heures de pointe pour rejoindre l'embarcadère ou la gare d'Évian quand le trajet ne peut être assuré par une ligne régulière. Enfin, le service EVA'DELO consistera à de la location de vélos à assistance électrique.

En mai 2023 la STAT change de nom et de devient PEVA Mobilités.

## Réseau

### Présentation
Le réseau est construit en étoile, autour du centre-ville d’Evian-les-Bains avec correspondance possible avec Thonon-les-Bains via notamment les lignes 1, 2, 10 et 12, et grâce au réseau Cars Région Haute-Savoie et aux TER Auvergne-Rhône-Alpes. Il est organisé par la Communauté de communes Pays d'Évian Vallée d'Abondance. Il est exploité par PEVA Mobilités, filiale du groupe Transdev, avec comme sous-traitant la SAT. En revanche, le funiculaire d'Évian-les-Bains — gratuit — ne fait pas partie du réseau ÉVA'D, il est géré et exploité par la ville d'Évian.
La gare routière d'Évian, située au bord du Léman sur la place de la Porte d'Allinges, est desservie par l'ensemble des lignes régulières à l'exception de la ligne 12. Elle est éloignée de la gare d'Évian-les-Bains et de l'embarcadère de la CGN.
Avec la mise en service intégrale du Léman Express le 15 décembre 2019, le réseau se retrouve pour sa partie urbaine dans la zone 300 du système tarifaire transfrontalier Léman Pass ; les trajets internes au réseau continuent à s'effectuer avec sa tarification propre.
Le nouveau réseau mis en place le 12 décembre 2022 se compose ainsi :
- Quatre lignes urbaines :
  - 1 : L'actuelle ligne L (Thonon-Évian) ;
  - 2 : De Thonon à l'arrêt Publier Village, la ligne reprend le trajet de la P puis bifurque pour reprendre le trajet de la H à partir du collège des Rives du Léman jusqu'à Maxilly ;
  - 3 : L'actuelle ligne J prolongée jusqu'à Publier via l'avenue des rives du Léman ;
  - 4 : L'actuelle navette gratuite partant de l'Embarcadère est prolongée du parc relais du stade jusqu'aux hauteurs de Neuvecelle, elle reprend en quelque sorte la desserte qu'effectuait la H sur ce secteur.
- Trois lignes périurbaines :
  - 10 : L'actuelle 131 (Thonon-Évian-Saint-Gingolph) ;
  - 11 : Ligne Évian-Bernex, nouvelle ligne régulière reprenant en partie l'ancienne ligne 124 ;
  - 12 : l'actuelle 121 (Thonon-Marin-Abondance-Châtel), à noter que la 12 est la seule ligne régulière desservant Marin.
- Trois lignes saisonnières :
  - Navette B : Intégration de la desserte saisonnière Évian-Bernex ;
  - Navette C : Abondance-Châtel, c'est l'actuelle desserte Colom'bus ;
  - Navette T : Intégration de la desserte saisonnière Évian-Thollon.

### Lignes urbaines
| Ligne | Caractéristiques | Caractéristiques                                                    | Caractéristiques                                                    | Caractéristiques                                                    | Caractéristiques                                                    | Caractéristiques                                                    | Caractéristiques                                                    | Caractéristiques                                                    | Caractéristiques                                                    |
| 1     | Thonon-les-Bains — Place des Arts ⥋ Évian-les-Bains — Embarcadère | Thonon-les-Bains — Place des Arts ⥋ Évian-les-Bains — Embarcadère   | Thonon-les-Bains — Place des Arts ⥋ Évian-les-Bains — Embarcadère   | Thonon-les-Bains — Place des Arts ⥋ Évian-les-Bains — Embarcadère   | Thonon-les-Bains — Place des Arts ⥋ Évian-les-Bains — Embarcadère   | Thonon-les-Bains — Place des Arts ⥋ Évian-les-Bains — Embarcadère   | Thonon-les-Bains — Place des Arts ⥋ Évian-les-Bains — Embarcadère   | Thonon-les-Bains — Place des Arts ⥋ Évian-les-Bains — Embarcadère   | Thonon-les-Bains — Place des Arts ⥋ Évian-les-Bains — Embarcadère   |
| ----- | --- | ------------------------------------------------------------------- | ------------------------------------------------------------------- | ------------------------------------------------------------------- | ------------------------------------------------------------------- | ------------------------------------------------------------------- | ------------------------------------------------------------------- | ------------------------------------------------------------------- | ------------------------------------------------------------------- |
| 1     | Ouverture / Fermeture 11 décembre 2022 / — | Longueur —                                                          | Durée 40 min                                                        | Nb. d’arrêts 32                                                     | Matériel —                                                          | Jours de fonctionnement L, Ma, Me, J, V, S                          | Jour / Soir / Nuit / Fêtes O / N / N / N                            | Voy. / an —                                                         | Exploitant —                                                        |
| 1     | Desserte : - Villes et lieux desservis : Thonon-les-Bains (Place des Arts, Place du Marché, Saint-Joseph, Picard Thonon, Plantées, Vongy Village, Vongy Eglise), Marin, Publier (Cora, Genevrilles, Cèdres, Clos Burdet, Amphion Village) et Évian-les-Bains (Lycée Anna de Noailles, Hôtel de ville) - Gares desservies : Gare de Thonon-les-Bains, Gare d'Évian-les-Bains à distance à l'arrêt Anna de Noailles et Bains d'Évian.                |                                                                     |                                                                     |                                                                     |                                                                     |                                                                     |                                                                     |                                                                     |                                                                     |
| 1     | Autre : - Zone traversée : 300 (Léman Pass). - Amplitudes horaires : La ligne fonctionne du lundi au vendredi de 4 h 45 à 21 h 20 et le samedi de 7 h 5 à 20 h 30 environ. - Date de dernière mise à jour : 10 décembre 2022. |                                                                     |                                                                     |                                                                     |                                                                     |                                                                     |                                                                     |                                                                     |                                                                     |
| 1     | Dernière actualisation : — |                                                                     |                                                                     |                                                                     |                                                                     |                                                                     |                                                                     |                                                                     |                                                                     |
| 2     | Thonon-les-Bains — Place des Arts ⥋ Maxilly-sur-Léman — Petite Rive | Thonon-les-Bains — Place des Arts ⥋ Maxilly-sur-Léman — Petite Rive | Thonon-les-Bains — Place des Arts ⥋ Maxilly-sur-Léman — Petite Rive | Thonon-les-Bains — Place des Arts ⥋ Maxilly-sur-Léman — Petite Rive | Thonon-les-Bains — Place des Arts ⥋ Maxilly-sur-Léman — Petite Rive | Thonon-les-Bains — Place des Arts ⥋ Maxilly-sur-Léman — Petite Rive | Thonon-les-Bains — Place des Arts ⥋ Maxilly-sur-Léman — Petite Rive | Thonon-les-Bains — Place des Arts ⥋ Maxilly-sur-Léman — Petite Rive | Thonon-les-Bains — Place des Arts ⥋ Maxilly-sur-Léman — Petite Rive |
| 2     | Ouverture / Fermeture 11 décembre 2022 / — | Longueur —                                                          | Durée 60 min                                                        | Nb. d’arrêts 47 (48)                                                | Matériel —                                                          | Jours de fonctionnement L, Ma, Me, J, V, S                          | Jour / Soir / Nuit / Fêtes O / N / N / N                            | Voy. / an —                                                         | Exploitant —                                                        |
| 2     | Desserte : - Villes et lieux desservis : Thonon-les-Bains (Place des Arts, Jeanne d'Arc, Châtelard, Aricoques, Cimetière de Thonon, Collège Champagne, Château Thuyset, Vongy Eglise), Publier (Publier Village), Évian-les-Bains (Collège des Rives, Bennevy, Anna de Noailles, Gare Routière, Embarcadère, Grande Rive) et Maxilly-sur-Léman (Petite Rive) - Gare desservie : Gare de Thonon-les-Bains, Gare d'Évian-les-Bains et Bains d'Évian. |                                                                     |                                                                     |                                                                     |                                                                     |                                                                     |                                                                     |                                                                     |                                                                     |
| 2     | Autre : - Zone traversée : 300 (Léman Pass). - Amplitudes horaires : La ligne fonctionne du lundi au vendredi de 6 h 15 à 20 h 35 et le samedi de 7 h 10 à 20 h 35 environ. - Particularités : Du lundi au vendredi en période scolaire, la ligne dessert le collège des Rives. - Date de dernière mise à jour : 10 décembre 2022. |                                                                     |                                                                     |                                                                     |                                                                     |                                                                     |                                                                     |                                                                     |                                                                     |
| 2     | Dernière actualisation : — |                                                                     |                                                                     |                                                                     |                                                                     |                                                                     |                                                                     |                                                                     |                                                                     |
| 3     | Publier — ZAC des Vignes Rouges ⥋ Lugrin — Plateau de la Gare | Publier — ZAC des Vignes Rouges ⥋ Lugrin — Plateau de la Gare       | Publier — ZAC des Vignes Rouges ⥋ Lugrin — Plateau de la Gare       | Publier — ZAC des Vignes Rouges ⥋ Lugrin — Plateau de la Gare       | Publier — ZAC des Vignes Rouges ⥋ Lugrin — Plateau de la Gare       | Publier — ZAC des Vignes Rouges ⥋ Lugrin — Plateau de la Gare       | Publier — ZAC des Vignes Rouges ⥋ Lugrin — Plateau de la Gare       | Publier — ZAC des Vignes Rouges ⥋ Lugrin — Plateau de la Gare       | Publier — ZAC des Vignes Rouges ⥋ Lugrin — Plateau de la Gare       |
| 3     | Ouverture / Fermeture 11 décembre 2022 / — | Longueur —                                                          | Durée 52 min                                                        | Nb. d’arrêts 37                                                     | Matériel —                                                          | Jours de fonctionnement L, Ma, Me, J, V, S                          | Jour / Soir / Nuit / Fêtes O / N / N / N                            | Voy. / an —                                                         | Exploitant —                                                        |
| 3     | Desserte : - Villes et lieux desservis : Publier (Cora, Genevrilles, Cèdres, Clos Burdet, Amphion), Évian-les-Bains (Thermes), Neuvecelle, Maxilly-sur-Léman (Village) et Lugrin - Station et gares desservies : Gare d'Évian-les-Bains et Bains d'Évian. |                                                                     |                                                                     |                                                                     |                                                                     |                                                                     |                                                                     |                                                                     |                                                                     |
| 3     | Autre : - Zone traversée : 300 (Léman Pass). - Amplitudes horaires : La ligne fonctionne du lundi au vendredi de 5 h 5 à 21 h 10 et le samedi de 8 h à 19 h 50 environ. - Date de dernière mise à jour : 10 décembre 2022. |                                                                     |                                                                     |                                                                     |                                                                     |                                                                     |                                                                     |                                                                     |                                                                     |
| 3     | Dernière actualisation : — |                                                                     |                                                                     |                                                                     |                                                                     |                                                                     |                                                                     |                                                                     |                                                                     |
| 4     | Évian-les-Bains — Gare SNCF ⥋ Neuvecelle — Église | Évian-les-Bains — Gare SNCF ⥋ Neuvecelle — Église                   | Évian-les-Bains — Gare SNCF ⥋ Neuvecelle — Église                   | Évian-les-Bains — Gare SNCF ⥋ Neuvecelle — Église                   | Évian-les-Bains — Gare SNCF ⥋ Neuvecelle — Église                   | Évian-les-Bains — Gare SNCF ⥋ Neuvecelle — Église                   | Évian-les-Bains — Gare SNCF ⥋ Neuvecelle — Église                   | Évian-les-Bains — Gare SNCF ⥋ Neuvecelle — Église                   | Évian-les-Bains — Gare SNCF ⥋ Neuvecelle — Église                   |
| 4     | Ouverture / Fermeture 11 décembre 2022 / — | Longueur —                                                          | Durée 25 min                                                        | Nb. d’arrêts 13                                                     | Matériel —                                                          | Jours de fonctionnement L, Ma, Me, J, V, S                          | Jour / Soir / Nuit / Fêtes O / N / N / N                            | Voy. / an —                                                         | Exploitant —                                                        |
| 4     | Desserte : - Villes et lieux desservis : Évian-les-Bains et Neuvecelle (Milly) - Station et gares desservies : Gare d'Évian-les-Bains et Bains d'Évian. |                                                                     |                                                                     |                                                                     |                                                                     |                                                                     |                                                                     |                                                                     |                                                                     |
| 4     | Autre : - Zone traversée : 300 (Léman Pass). - Amplitudes horaires : La ligne fonctionne du lundi au vendredi de 5 h 10 à 20 h 40 et le samedi de 7 h 50 à 19 h 10 environ. - Date de dernière mise à jour : 10 décembre 2022. |                                                                     |                                                                     |                                                                     |                                                                     |                                                                     |                                                                     |                                                                     |                                                                     |
| 4     | Dernière actualisation : — |                                                                     |                                                                     |                                                                     |                                                                     |                                                                     |                                                                     |                                                                     |                                                                     |

### Lignes périurbaines
| Ligne | Caractéristiques | Caractéristiques                                                                                                  | Caractéristiques                                                                                                  | Caractéristiques                                                                                                  | Caractéristiques                                                                                                  | Caractéristiques                                                                                                  | Caractéristiques                                                                                                  | Caractéristiques                                                                                                  | Caractéristiques                                                                                                  |
| 10    | Thonon-les-Bains — Gare SNCF (Publier — Parc du Miroir les dimanches en été) ⥋ Saint-Gingolph (Valais) — Gare CFF | Thonon-les-Bains — Gare SNCF (Publier — Parc du Miroir les dimanches en été) ⥋ Saint-Gingolph (Valais) — Gare CFF | Thonon-les-Bains — Gare SNCF (Publier — Parc du Miroir les dimanches en été) ⥋ Saint-Gingolph (Valais) — Gare CFF | Thonon-les-Bains — Gare SNCF (Publier — Parc du Miroir les dimanches en été) ⥋ Saint-Gingolph (Valais) — Gare CFF | Thonon-les-Bains — Gare SNCF (Publier — Parc du Miroir les dimanches en été) ⥋ Saint-Gingolph (Valais) — Gare CFF | Thonon-les-Bains — Gare SNCF (Publier — Parc du Miroir les dimanches en été) ⥋ Saint-Gingolph (Valais) — Gare CFF | Thonon-les-Bains — Gare SNCF (Publier — Parc du Miroir les dimanches en été) ⥋ Saint-Gingolph (Valais) — Gare CFF | Thonon-les-Bains — Gare SNCF (Publier — Parc du Miroir les dimanches en été) ⥋ Saint-Gingolph (Valais) — Gare CFF | Thonon-les-Bains — Gare SNCF (Publier — Parc du Miroir les dimanches en été) ⥋ Saint-Gingolph (Valais) — Gare CFF |
| ----- | --- | --- | --- | --- | --- | --- | --- | --- | --- |
| 10    | Ouverture / Fermeture 11 décembre 2022 / — | Longueur — | Durée 46 (55) min                                                                                                 | Nb. d’arrêts 16 (21)                                                                                              | Matériel Autocars                                                                                                 | Jours de fonctionnement L, Ma, Me, J, V, S, D                                                                     | Jour / Soir / Nuit / Fêtes O / N / N / O                                                                          | Voy. / an — | Transporteur — |
| 10    | Desserte : - Communes desservies : Publier, Évian-les-Bains, Neuvecelle, Maxilly-sur-Léman, Lugrin, Meillerie, Saint-Gingolph (Haute-Savoie) et Saint-Gingolph (Valais) - Gares desservies : Gare d'Évian-les-Bains, Bains d'Évian et Gare de Saint-Gingolph | | | | | | | | |
| 10    | Autre : - Zone traversée : 300 (Léman Pass). - Amplitudes horaires : La ligne fonctionne du lundi au vendredi de 5 h 40 à 20 h 10 et le weekend à partir de 6 h 15 environ. - Particularités : - La ligne 10 longe et remplace de facto la ligne du Tonkin fermée à tout trafic ; - Les dimanches et jours fériés en été, la ligne est prolongée d'Évian au parc du Miroir à Publier. - Date de dernière mise à jour : 14 décembre 2023. | | | | | | | | |
| 10    | Dernière actualisation : — | | | | | | | | |
| 11    | Évian-les-Bains — Gare SNCF ⥋ Bernex — Église | Évian-les-Bains — Gare SNCF ⥋ Bernex — Église                                                                     | Évian-les-Bains — Gare SNCF ⥋ Bernex — Église                                                                     | Évian-les-Bains — Gare SNCF ⥋ Bernex — Église                                                                     | Évian-les-Bains — Gare SNCF ⥋ Bernex — Église                                                                     | Évian-les-Bains — Gare SNCF ⥋ Bernex — Église                                                                     | Évian-les-Bains — Gare SNCF ⥋ Bernex — Église                                                                     | Évian-les-Bains — Gare SNCF ⥋ Bernex — Église                                                                     | Évian-les-Bains — Gare SNCF ⥋ Bernex — Église                                                                     |
| 11    | Ouverture / Fermeture 11 décembre 2022 / — | Longueur — | Durée 30 min | Nb. d’arrêts 25                                                                                                   | Matériel Autocars                                                                                                 | Jours de fonctionnement L, Ma, Me, J, V                                                                           | Jour / Soir / Nuit / Fêtes O / N / N / N                                                                          | Voy. / an — | Transporteur — |
| 11    | Desserte : - Communes desservies : Thonon-les-Bains, Neuvecelle, Saint-Paul-en-Chablais et Bernex - Gare desservie : Gare d'Évian-les-Bains et Bains d'Évian. | | | | | | | | |
| 11    | Autre : - Zone traversée : 300 (Léman Pass). - Amplitudes horaires : La ligne fonctionne du lundi au vendredi à raison de trois allers-retours par jour. - Date de dernière mise à jour : 10 décembre 2022. | | | | | | | | |
| 11    | Dernière actualisation : — | | | | | | | | |
| 12    | Thonon-les-Bains — Place des Arts (Margencel — Collège Monod en période scolaire) ⥋ Châtel — Église | Thonon-les-Bains — Place des Arts (Margencel — Collège Monod en période scolaire) ⥋ Châtel — Église               | Thonon-les-Bains — Place des Arts (Margencel — Collège Monod en période scolaire) ⥋ Châtel — Église               | Thonon-les-Bains — Place des Arts (Margencel — Collège Monod en période scolaire) ⥋ Châtel — Église               | Thonon-les-Bains — Place des Arts (Margencel — Collège Monod en période scolaire) ⥋ Châtel — Église               | Thonon-les-Bains — Place des Arts (Margencel — Collège Monod en période scolaire) ⥋ Châtel — Église               | Thonon-les-Bains — Place des Arts (Margencel — Collège Monod en période scolaire) ⥋ Châtel — Église               | Thonon-les-Bains — Place des Arts (Margencel — Collège Monod en période scolaire) ⥋ Châtel — Église               | Thonon-les-Bains — Place des Arts (Margencel — Collège Monod en période scolaire) ⥋ Châtel — Église               |
| 12    | Ouverture / Fermeture 11 décembre 2022 / — | Longueur — | Durée 80 (105) min                                                                                                | Nb. d’arrêts 37 (40)                                                                                              | Matériel Autocars                                                                                                 | Jours de fonctionnement L, Ma, Me, J, V, S, D                                                                     | Jour / Soir / Nuit / Fêtes O / N / N / O                                                                          | Voy. / an — | Transporteur — |
| 12    | Desserte : - Communes desservies : Margencel, Thonon-les-Bains, Marin, Champanges, Larringes, Saint-Paul-en-Chablais, Vinzier, Chevenoz, Vacheresse, Bonnevaux, Abondance, La Chapelle-d'Abondance et Châtel - Gare desservie : Gare de Thonon-les-Bains. | | | | | | | | |
| 12    | Autre : - Zone traversée : hors zone 300 Léman Pass. - Amplitudes horaires : La ligne fonctionne du lundi au vendredi de 6 h 25 à 20 h 5 et le weekend de 8 h 40 à 19 h 45 environ. - Particularités : En période scolaire, deux allers-retours sont prolongés aux collèges et lycées de Thonon et Margencel. - Date de dernière mise à jour : 14 décembre 2023.                                                                         | | | | | | | | |
| 12    | Dernière actualisation : — | | | | | | | | |

### Lignes saisonnières
| Ligne | Caractéristiques | Caractéristiques                            | Caractéristiques                            | Caractéristiques                            | Caractéristiques                            | Caractéristiques                              | Caractéristiques                            | Caractéristiques                            | Caractéristiques                            |
| B     | Publier — Cité de l'Eau ⥋ Bernex — Station | Publier — Cité de l'Eau ⥋ Bernex — Station  | Publier — Cité de l'Eau ⥋ Bernex — Station  | Publier — Cité de l'Eau ⥋ Bernex — Station  | Publier — Cité de l'Eau ⥋ Bernex — Station  | Publier — Cité de l'Eau ⥋ Bernex — Station    | Publier — Cité de l'Eau ⥋ Bernex — Station  | Publier — Cité de l'Eau ⥋ Bernex — Station  | Publier — Cité de l'Eau ⥋ Bernex — Station  |
| ----- | --- | ------------------------------------------- | ------------------------------------------- | ------------------------------------------- | ------------------------------------------- | --------------------------------------------- | ------------------------------------------- | ------------------------------------------- | ------------------------------------------- |
| B     | Ouverture / Fermeture 17 décembre 2022 / — | Longueur —                                  | Durée 50 min                                | Nb. d’arrêts 15                             | Matériel Autocars                           | Jours de fonctionnement L, Ma, Me, J, V, S, D | Jour / Soir / Nuit / Fêtes O / N / N / O    | Voy. / an —                                 | Transporteur —                              |
| B     | Desserte : - Communes desservies : Thonon-les-Bains, Neuvecelle, Saint-Paul-en-Chablais et Bernex - Gares desservies : Gare d'Évian-les-Bains et Bains d'Évian. |                                             |                                             |                                             |                                             |                                               |                                             |                                             |                                             |
| B     | Autre : - Zone traversée : hors zone 300 Léman Pass. - Amplitudes horaires : La ligne fonctionne à raison de trois à cinq allers-retours par jour en saison hivernale selon deux périodes : - En janvier et mars : les mercredis, samedis et dimanches uniquement ; - En décembre et février : tous les jours. - Date de dernière mise à jour : 10 décembre 2022.                                                                             |                                             |                                             |                                             |                                             |                                               |                                             |                                             |                                             |
| B     | Dernière actualisation : — |                                             |                                             |                                             |                                             |                                               |                                             |                                             |                                             |
| C     | Colom'bus | Colom'bus                                   | Colom'bus                                   | Colom'bus                                   | Colom'bus                                   | Colom'bus                                     | Colom'bus                                   | Colom'bus                                   | Colom'bus                                   |
| C     | Châtel — Linga ⥋ Abondance — Maison du Fromage |                                             |                                             |                                             |                                             |                                               |                                             |                                             |                                             |
| C     | Ouverture / Fermeture 17 décembre 2022 / — | Longueur —                                  | Durée 25 min                                | Nb. d’arrêts 22                             | Matériel Autocars                           | Jours de fonctionnement L, Ma, Me, J, V, S, D | Jour / Soir / Nuit / Fêtes O / N / N / O    | Voy. / an —                                 | Transporteur —                              |
| C     | Desserte : - Communes desservies : Châtel, La Chapelle-d'Abondance et Abondance - Gare desservie : Aucune. |                                             |                                             |                                             |                                             |                                               |                                             |                                             |                                             |
| C     | Autre : - Zone traversée : hors zone 300 Léman Pass. - Amplitudes horaires : La ligne fonctionne tous les jours de 8 h 15 à 18 h 20 en saison hivernale de mi-décembre à fin mars. - Date de dernière mise à jour : 10 décembre 2022. |                                             |                                             |                                             |                                             |                                               |                                             |                                             |                                             |
| C     | Dernière actualisation : — |                                             |                                             |                                             |                                             |                                               |                                             |                                             |                                             |
| T     | Publier — Cité de l'Eau ⥋ Thollon — Station | Publier — Cité de l'Eau ⥋ Thollon — Station | Publier — Cité de l'Eau ⥋ Thollon — Station | Publier — Cité de l'Eau ⥋ Thollon — Station | Publier — Cité de l'Eau ⥋ Thollon — Station | Publier — Cité de l'Eau ⥋ Thollon — Station   | Publier — Cité de l'Eau ⥋ Thollon — Station | Publier — Cité de l'Eau ⥋ Thollon — Station | Publier — Cité de l'Eau ⥋ Thollon — Station |
| T     | Ouverture / Fermeture 17 décembre 2022 / — | Longueur —                                  | Durée 50 min                                | Nb. d’arrêts 14                             | Matériel Autocars                           | Jours de fonctionnement L, Ma, Me, J, V, S, D | Jour / Soir / Nuit / Fêtes O / N / N / O    | Voy. / an —                                 | Transporteur —                              |
| T     | Desserte : - Communes desservies : Thonon-les-Bains, Neuvecelle, Saint-Paul-en-Chablais et Thollon - Gares desservies : Gare d'Évian-les-Bains et Bains d'Évian. |                                             |                                             |                                             |                                             |                                               |                                             |                                             |                                             |
| T     | Autre : - Zone traversée : hors zone 300 Léman Pass. - Amplitudes horaires : La ligne fonctionne à raison de trois à cinq allers-retours par jour en saison hivernale selon deux périodes : - En janvier et mars : les mercredis, samedis et dimanches uniquement ; - En décembre et février : tous les jours. - Date de dernière mise à jour : 10 décembre 2022.                                                                             |                                             |                                             |                                             |                                             |                                               |                                             |                                             |                                             |
| T     | Dernière actualisation : — |                                             |                                             |                                             |                                             |                                               |                                             |                                             |                                             |
| VEX   | Val d'Abondance express | Val d'Abondance express                     | Val d'Abondance express                     | Val d'Abondance express                     | Val d'Abondance express                     | Val d'Abondance express                       | Val d'Abondance express                     | Val d'Abondance express                     | Val d'Abondance express                     |
| VEX   | Évian-les-Bains — Gare SNCF ⥋ Châtel — Linga |                                             |                                             |                                             |                                             |                                               |                                             |                                             |                                             |
| VEX   | Ouverture / Fermeture 10 décembre 2023 / — | Longueur —                                  | Durée 60 min                                | Nb. d’arrêts 5                              | Matériel Autocars                           | Jours de fonctionnement S, D                  | Jour / Soir / Nuit / Fêtes O / N / N / O    | Voy. / an —                                 | Transporteur —                              |
| VEX   | Desserte : - Communes desservies : Évian-les-Bains, Abondance, La Chapelle-d'Abondance et Châtel - Gare desservie : Gare d'Évian-les-Bains. |                                             |                                             |                                             |                                             |                                               |                                             |                                             |                                             |
| VEX   | Autre : - Zone traversée : hors zone 300 Léman Pass. - Amplitudes horaires : La ligne fonctionne les weekends et jours fériés à raison de cinq allers-retours par jour. - Particularités : Ligne au tarif spécifique de 15 euros par personne et sur réservation à certains départs, dédiée aux retours en vallée d'Abondance au départ de la gare d'Évian, aux heures d'arrivées des TGV. - Date de dernière mise à jour : 14 décembre 2023. |                                             |                                             |                                             |                                             |                                               |                                             |                                             |                                             |
| VEX   | Dernière actualisation : — |                                             |                                             |                                             |                                             |                                               |                                             |                                             |                                             |

### Transport à la demande
Le réseau propose trois services de transport à la demande couvant les 22 communes de la communauté de communes.
Deux opérés du lundi au samedi de 9 h à 17 h 30 :
- PTI'Bus, permettant un déplacement entre deux arrêts quand le trajet est impossible avec une ligne régulière ;
- MOBI'Bus, destiné aux personnes à mobilité réduite et permettant un trajet de porte à porte ainsi que depuis et vers des arrêts prédéfinis à Thonon-les-Bains.

Un service opéré du lundi au vendredi en heures de pointe, nommé ACTI'Bus, permettant de se rendre d'un arrêt de transport à la demande à trois arrêts prédéfinis à Évian (gare SNCF, gare routière et, embarcadère CGN).

### Matériel roulant
Le parc du réseau urbain dispose d'une flotte, issue en partie de l'ancien réseau BUT, composée de :
- 1 autobus standard Iveco Bus Urbanway 12 BHNS no 20 ;
- 1 autobus standard Mercedes-Benz Citaro C2 no 30 ;
- 1 midibus Solaris Alpino 8.9 LE no 40.
- 1 midibus Mercedes-Benz Citaro K no 110 ;
- 1 midibus Heuliez GX 137 L nos 114 ;
- 1 midibus Mercedes-Benz Citaro K C2 no 912.

### Tarification et fonctionnement
Avec la mise en service intégrale du Léman Express le 15 décembre 2019, le réseau forme une partie de la zone 300 du système tarifaire transfrontalier Léman Pass ; les trajets internes au réseau continuent à s'effectuer avec sa tarification propre. Les communes d'Évian-les-Bains, Marin, Neuvecelle, Publier et Thonon-les-Bains sont couvertes par cette zone.
Initialement, le réseau Eva'd a maintenu les ancien systèmes tarifaires (réseau urbain et lignes interurbaines) avant d'unifier les tarifs au 11 décembre 2022.
Le ticket unité valable une heure coûte 1,20 € (2 € pour deux heures et 9,60 € en carnet de dix) et permet l'accès à l'ensemble des lignes, sans limitation. Des formules d'abonnements sont aussi proposées au mois ou à l'année avec des tarifs réduits pour les moins de 26 ans et plus de 60 ans. Seuls les tickets sont acceptés dans le transport à la demande.
Des tarifs intermodaux combinant le réseau Eva'd (dit « zone C ») et les lignes urbaines du réseau Star't de Thonon (dit « zone A ») sont proposés à partir du 19 décembre 2022, date d'entrée en vigueur de la nouvelle tarification Star't  ; en revanche il n'est pas possible de combiner les zones A et B du réseau Start't avec le réseau Eva'd.